# 사와메촌
사와메촌(沢目村)은 아키타현 야마모토군에 있던 촌이다. 현재의 핫포정 남부, 고노선 연선에 해당한다.

## 역사
- 1889년 4월 1일 - 정촌제 시행에 의해 5촌의 구역으로 성립하였다.
- 1955년 4월 1일 - 하나와카와촌과 합병해 미네하마촌이 성립해, 동일 사와메촌이 폐지되었다.

## 교통

### 철도
- 일본국유철도 고노 선

### 도로
- 2급국도 101호선